# Sulla collina nera
Sulla collina nera (On the Black Hill) è un romanzo di Bruce Chatwin del 1982.
In quest'opera Chatwin abbandona la trattazione a lui consueta del tema del viaggio, tratteggiando una ambientazione più intimistica, lasciandosi andare alla rievocazione nostalgica di un'epoca e di una terra (l'Inghilterra e il Galles) attraverso un'operazione di regressione sotto certi aspetti simile a quella proustiana.
Il romanzo ha ricevuto nel 1982 il James Tait Black Memorial Prize per la Narrativa e il Costa Book Awards per il miglior romanzo d'esordio.

## Trama
Il romanzo ha per protagonisti due fratelli gemelli, legati da un fortissimo rapporto di amore-odio, e narra delle loro vicende, che si collocano prevalentemente in una fattoria. Le loro vicissitudini, seppur influenzate dal corso della storia, non risentono che in misura minima dei grandi eventi che la caratterizzano. La dimensione delle loro esistenze, circoscritta alle mura domestiche, viene solo superficialmente scalfita dalla prima guerra mondiale, e dall'arruolamento di uno dei fratelli. La loro separazione dal mondo non verrà da allora interrotta. 
Il fluire della loro esistenza li vedrà, incontaminati, volgere lo sguardo al passato, dove ancora li attendono i loro sogni e le loro aspirazioni non realizzate. Questo tuttavia non è per loro motivo di rimpianti, quanto piuttosto un termine di paragone tra l'alternativa di un'esistenza turbolenta ed incerta, e la solidità della loro vita reale.

## Opere derivate
Dal romanzo è stato tratto nel 1988 l'omonimo film diretto da Andrew Grieve; con Bob Peck (Amos Jones) e  Gemma Jones (Mary Jones) Mike e Robert Gwilym (Benjamin e Lewis Jones).

## Edizioni in italiano
- Bruce Chatwin, Sulla collina nera, traduzione di Clara Morena, Milano: Adelphi, 1986